# Schmidt (cráter marciano)

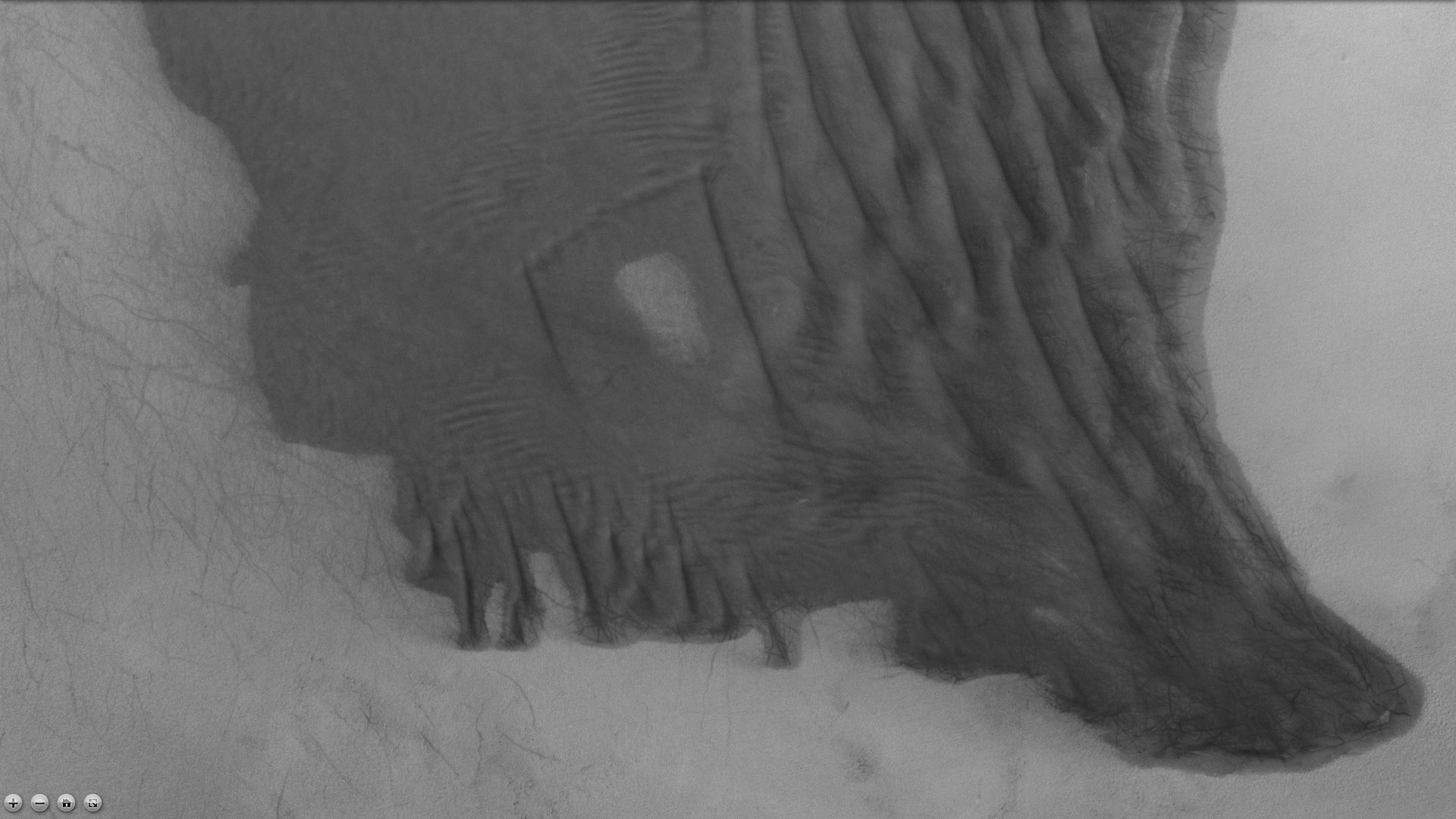
Dunas y pistas de diablos de polvo en el cráter Schmidt. Las líneas estrechas oscuras son pistas de diablos de polvo (ampliación de la imagen apaisada de Schmidt).

Schmidt es un cráter de impacto situado en el cuadrángulo Mare Australe de Marte, localizado en las coordenadas 72.3° Sur de latitud y 78.1° Oeste de longitud. Tiene 212.5 km de diámetro y debe su nombre al astrónomo alemán J. F. Julius Schmidt y al científico ruso Otto Schmidt. La denominación fue aprobada en 1973 por la Unión Astronómica Internacional (IAU).

## Imagen
| [[File:Wikischmidt.jpg\|1200px\|alt={{{Alt\|{{{descripción}}}]] |
| Cráter Schmidt, fotografía de la cámara CTX a bordo del Mars Reconnaissance Orbiter. Las flechas indican los límites norte y sur del brocal del cráter (El norte, hacia la izquierda de la fotografía). |

## Por qué los cráteres son importantes
La densidad de cráteres de impacto suele determinar la edad de distintas zonas de la superficie de Marte y de otros cuerpos del sistema solar. Cuanto más antigua es una superficie, mayor número de cráteres presenta.  La morfología de los cráteres también puede revelar la presencia de hielo en el terreno.

## Lecturas relacionadas
- Lorenz, R.  2014.  The Dune Whisperers.  The Planetary Report: 34, 1, 8-14
- Lorenz, R., J. Zimbelman.  2014.  Dune Worlds:  How Windblown Sand Shapes Planetary Landscapes. Springer Praxis Books / Geophysical Sciences.